# Трент (река, Канада)
Трент (на английски: Trent River) е река в Южна Канада, югоизточната част на провинция Онтарио, вливаща се от север в езерото Онтарио. Дължината ѝ от 402 км, заедно с реките Индиан Ривър, Бърн и Айръндейл и поредицата от проточни езера (Стърджън, Балсам и др.) отрежда 92-ро място сред реките на Канада. Дължината само на река Трент е 90 км.

## Географска характеристика

### Извор, течение, устие
Река Трент изтича от североизточния ъгъл на езерото Райс (на 187 м н.в.), разположено в югоизточната част на провинция Онтарио, на 17 км северно от езерото Онтарио. Първите 20 км тече на североизток, след това около 15 км на изток, 15 км на юг, 20 км на изток-североизток и последните 20 км на юг. Влива се в залива Куинт (северната част на езерото Онтарио) при град Трент.

### Водосборен басейн, притоци
Площта на водосборния басейн на Трент е 12 400 km2, което представлява 0,9% от водосборния басейн на река Сейнт Лорънс.
Основни приток на Трент е река Кроу (ляв).

### Хидроложки показатели
Максималният отток е през месеците юни и юли, а минималния през януари и февруари. От ноември до април реката замръзва.

## Селища и икономическо значение
Долината на река Трент е сравнително гъсто заселена за мащабите на такава страна като Канада. По големите селища по течението ѝ са: Трент Ривър, Камбелфорд, Франкфорд и Трентън (в устието на реката) и множество по-малки градчета, села и ферми.
По течението на реката има изградени 9 преградни стени, в основата на които има действащи ВЕЦ-ове с общо 26 турбини и сумарна мощност от 60 MW.
Реката е плавателна по цялото си протежение, като от езерото Райс, през езерата Стърджън и Симко и река Севърн до залива Джорджиан Бей на езерото Хюрън е прокопан плавателен канал.